# Chopsko Roudaré
Chopsko Roudaré ou Šopsko Rudare (en macédonien Шопско Рударе) est un village du nord-est de la Macédoine du Nord, situé dans la municipalité de Kratovo. Le village comptait 143 habitants en 2002.

## Démographie
Lors du recensement de 2002, le village comptait :
- Macédoniens : 142
- Serbes : 1